# Oxicefalia
L'oxicefalia (dal greco ὀξύς, «acuto, aguzzo») è un tipo di turricefalia (o cranio a torre), una condizione patologica del cranio che consiste in una forma insolitamente appuntita o conica della parte superiore del capo, dovuta alla chiusura prematura della sutura coronale in associazione con altre suture del cranio, come la sutura lambdoideao più spesso la sutura sagittale. Il termine oxicefalia può essere usato anche per indicare la fusione prematura di tutte le suture craniali, sebbene il termine più corretto per quest'ultima condizione è "cranio a trifoglio". L'oxicefalia è la seconda più grave tra tutte le forme di craniosinostosi (la prima è il cranio a trifoglio) e il suo fenotipo deve essere differenziato da quello della sindrome di Crouzon.
Una caratteristica dell'oxicefalia è l'accrescimento verso l'alto della fontanella anteriore, avendo così il cranio un aspetto molto a punta. Se invece l'accrescimento superiore del cranio a torre è più sferico, si parlerà di acrocefalia, la quale è appunto un'altra variante di turricefalia.

## Clinica
L'oxicefalia si presenta molto di rado come anomalia isolata; più spesso si ritrova associata ad alcune patologie, come:
- Lesione del nervo vestibolococleare
- Compressione del nervo ottico
- Ritardo mentale
- Sindattilia